# Rallye de Côte d'Ivoire 1986
Le Rallye de Côte d'Ivoire 1986 (18e Rallye Côte d'Ivoire), disputé du 24 au 27 septembre 1986, est la cent-cinquante-septième manche du championnat du monde des rallyes (WRC) courue depuis 1973, et la dixième manche du championnat du monde des conducteurs de rallye 1986.

## Contexte avant la course

### Le championnat du monde
Ayant succédé en 1973 au championnat international des marques (en vigueur de 1970 à 1972), le championnat du monde des rallyes comprend généralement une douzaine manches, comprenant les plus célèbres épreuves routières internationales, telles le Rallye Monte-Carlo, le Safari ou le RAC Rally. Depuis 1979, le championnat des constructeurs a été doublé d'un championnat pilotes, ce dernier remplaçant l'éphémère Coupe des conducteurs, organisée à seulement deux reprises en 1977 et 1978. Le calendrier 1986 intègre treize manches pour l'attribution du titre de champion du monde des pilotes mais seulement onze sélectives pour le championnat des marques (le Rallye de Côte d'Ivoire et le Rallye Olympus en étant exclus). Les épreuves sont réservées aux catégories suivantes :
- Groupe N : voitures de grande production de série, ayant au minimum quatre places, fabriquées à au moins 5000 exemplaires en douze mois consécutifs ; modifications très limitées par rapport au modèle de série (bougies, amortisseurs).
- Groupe A : voitures de tourisme de grande production, fabriquées à au moins 5000 exemplaires en douze mois consécutifs, avec possibilité de modifications des pièces d'origine ; poids minimum fonction de la cylindrée.
- Groupe B : voitures de grand tourisme, fabriquées à au moins 200 exemplaires en douze mois consécutifs, avec possibilité de modifications des pièces d'origine (extension d'homologation portant sur 5% de la production[2]).

La série d'accidents graves survenus au cours de l'année a entraîné la fin prématurée du groupe B, les voitures de cette catégorie, désormais jugées trop dangereuses par la Fédération internationale du sport automobile, n'étant plus admises à participer au championnat du monde à compter du 1er janvier 1987. Prototypes déguisés dont la puissance avoisine les 500 chevaux, les machines du groupe B effectuent donc leurs dernières apparitions en rallye, quatre manches restant à disputer. Victorieux à trois reprises cette saison au volant de sa Peugeot 205 Turbo 16, Juha Kankkunen est bien parti pour remporter son premier titre mondial : le pilote finlandais compte 22 points d'avance sur son compatriote Markku Alén, régulièrement aux avant-postes sur sa Lancia Delta S4 mais ne comptant aucune victoire. Tous deux seront cependant absents en Côte d'Ivoire, ni Peugeot Talbot Sport ni la Scuderia Lancia n'ayant daigné participer à l'épreuve africaine, privant cette manche d'une bonne partie de son intérêt.

### L'épreuve
Créé en 1969 sous le nom de Rallye Bandama (du nom d'un des principaux fleuves du pays), le Rallye de Côte d'Ivoire fut conçu sur la base du Safari, adoptant le principe de course sur route ouverte avec temps imparti. Malgré les efforts des organisateurs et son intégration au championnat du monde des rallyes à partir de 1978, l'épreuve ivoirienne n'a jamais rencontré le succès espéré, le nombre de participants atteignant difficilement les cinquante équipages requis. Son parcours difficile, jonché d'animaux en liberté et de véhicules de transport méprisant toute règle de circulation, en font une épreuve relativement dangereuse et les abandons y sont très nombreux (lors de la quatrième édition de l'épreuve, en 1972, aucune des voitures engagées n'a atteint l'arrivée). S'étant imposé à cinq reprises entre 1971 et 1978, Peugeot y détient le record de victoires.

## Le parcours
- départ : 24 septembre 1986 de Yamoussoukro
- arrivée : 27 septembre 1986 à Yamoussoukro
- distance : 3 746,26 km

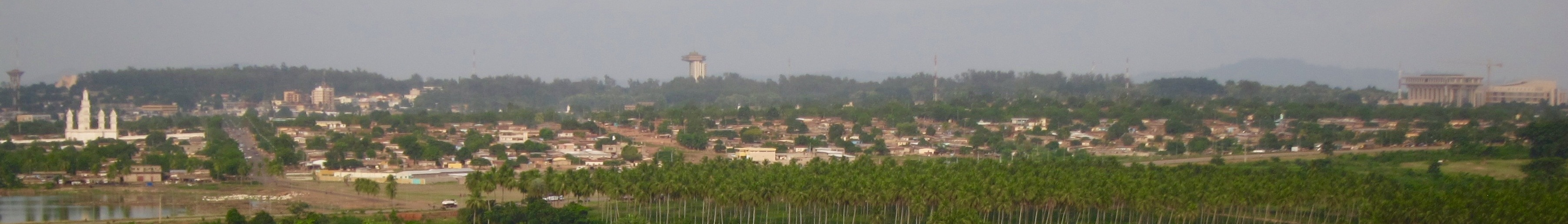
Nouvelle capitale administrative de Côte d'Ivoire, Yamoussoukro est le point central du rallye.

- surface : terre (74%) et asphalte (26%)
- Parcours divisé en deux étapes, comprenant 70 secteurs de liaison, avec 77 contrôles horaires (C.H.) et 11 contrôles de passage[3] (C.P.)

### Première étape
- Yamoussoukro - Abidjan - Dimbokro - Yamoussoukro, du 24 au 25 septembre
- distance : 1 805,07 km
- 34 secteurs de liaison (37 contrôles horaires, du CH 1 au CH 37, et 7 contrôles de passage, du CP 1 au CP 7)

### Deuxième étape
- Yamoussoukro - Abidjan - San-Pédro - Gagnoa - Yamoussoukro, du 26 au 27 septembre
- distance : 1 941,19 km
- 36 secteurs de liaison (40 contrôles horaires, du CH 38 au CH 77, et 4 contrôles de passage, du CP 8 au CP 11)

## Les forces en présence
- Toyota

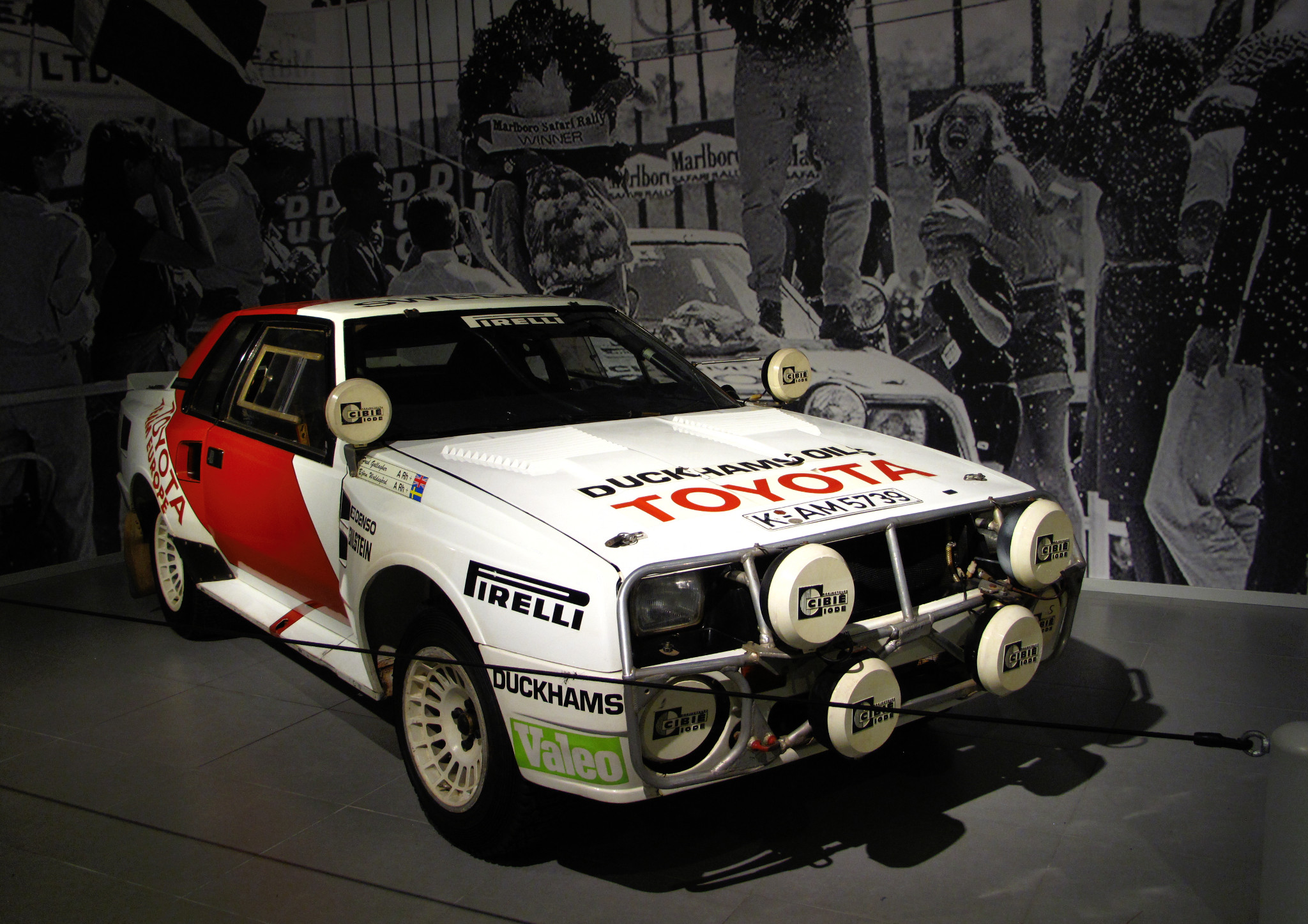
Les Toyota Celica Twin Cam Turbo seront pratiquement sans rivale en Côte d'Ivoire.

Le Toyota Team Europe aligne trois coupés Celica Twin Cam Turbo groupe B pour Björn Waldegård, Erwin Weber et Lars-Erik Torph tandis que Robin Ulyate, qui comme au Safari a effectué la majeure partie des reconnaissances de l'épreuve, dispose d'un modèle identique en guise d'assistance rapide. Dotées d'une transmission classique et pesant 1300 kg, les Celica TCT ont un moteur quatre cylindres de 2090 cm3 alimenté par un système d'injection électronique Nippon Denso, avec turbocompresseur KKK. Leur puissance maximale est de 360 chevaux à 8500 tr/min. Elles sont chaussées de pneus Pirelli. En dernière minute, la voiture d'intervention d'Ulyate a été inscrite au départ, portant le nombre d'engagés à cinquante, minimum requis pour que l'épreuve compte pour le championnat du monde. Le constructeur japonais est également présent en groupe A, cinq équipages privés s'alignant sur des Corolla GT.
- Audi

Au volant de sa Quattro A2 groupe B personnelle (1200 kg, moteur avant cinq cylindres, 2121 cm3, turbo KKK, environ 350 chevaux, transmission intégrale), l'Autrichien Wilfried Wiedner sera le principal adversaire des pilotes Toyota. Également engagé à titre privé sur une berline 80 Quattro (transmission intégrale, moteur cinq cylindres atmosphérique de 2121 cm3, 190 chevaux), son compatriote Rudolf Stohl vise la victoire en groupe A. Les Audi sont équipées de pneus Michelin.
- Nissan

Comme l'année précédente, le pilote local Alain Ambrosino prendra le départ sur une Nissan 240RS groupe B. Ce coupé à transmission classique pèse un peu plus d'une tonne. Son moteur quatre cylindres de 2390 cm3, alimenté par deux carburateurs double corps Solex, développe 275 chevaux à 8000 tr/min. Ambrosino utilise des pneus Michelin.
- Opel

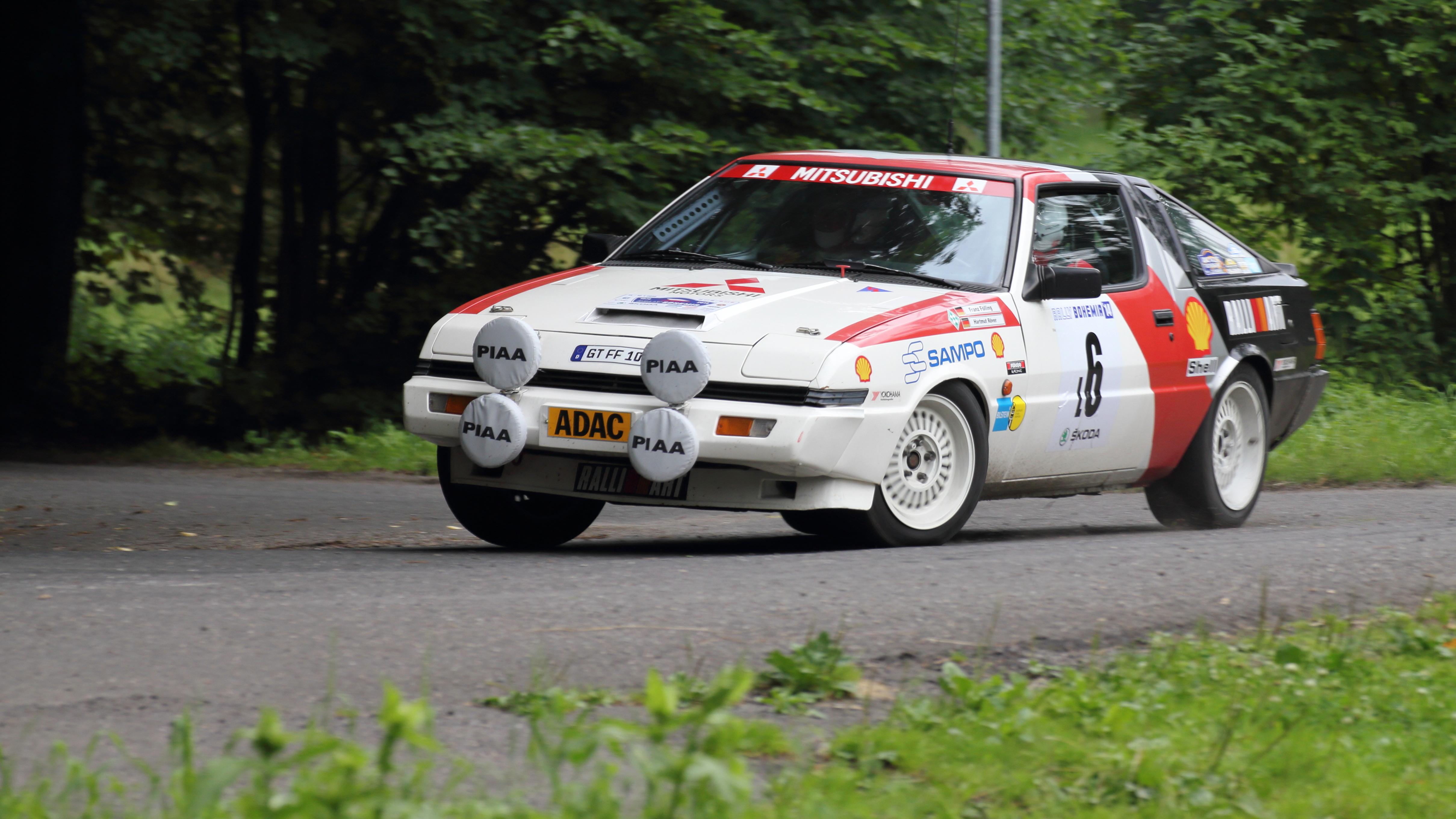
Une Mitsubishi Starion Turbo groupe A semblable à celle de Patrick Tauziac.

Le Libanais Samir Assef s'aligne une nouvelle fois sur son Opel Manta 400 groupe B (transmission classique, moteur quatre cylindres de 2420 cm3, deux carburateurs Weber double corps, environ 260 chevaux). Ancien gardien de but de l'équipe nationale ivoirienne, Eugène Salim pilote quant à lui une Manta GT/E groupe A.
- Mitsubishi

Le Français Patrick Tauziac dispose d'un coupé Starion Turbo groupe A engagé officiellement par Mitsubishi Motors et préparé par Ralliart ; il sera le principal adversaire de Stohl dans cette catégorie. Il utilise des pneus Dunlop.
- Subaru

Le pilote italien Alessandro Molino a engagé une Leone RX groupe A (transmission intégrale, moteur quatre cylindres à plat de 1782 cm3 avec turbocompresseur, 180 chevaux, 1000 kg). Elle est chaussée de pneus Dunlop.

## Déroulement de la course

### Première étape

#### Yamoussoukro - Abidjan
Les routes sont parfaitement sèches, au départ de Yamoussoukro, le mercredi matin. Les Toyota prennent d'emblée la direction des opérations, Lars-Erik Torph, Björn Waldegård et Erwin Weber devançant nettement l'Audi privée de Wilfried Wiedner. Un peu plus loin, Alain Ambrosino (sur Nissan) est le premier des pilotes locaux, précédant Robin Ulyate, qui assure l'assistance rapide pour l'équipe officielle Toyota. Septième sur son Audi, Rudolf Stohl est largement en tête du groupe A. On enregistre déjà douze abandons sur cette première partie du parcours.
| Pos. | Pilote           | Copilote         | Voiture                     | Groupe | Pénalisations | Écart    |
| ---- | ---------------- | ---------------- | --------------------------- | ------ | ------------- | -------- |
| 1    | Lars-Erik Torph  | Bo Thorszelius   | Toyota Celica Twincam Turbo | B      | 6 min         |          |
| 2    | Björn Waldegård  | Fred Gallagher   | Toyota Celica Twincam Turbo | B      | 7 min         | + 1 min  |
| 3    | Erwin Weber      | Gunter Wanger    | Toyota Celica Twincam Turbo | B      | 14 min        | + 8 min  |
| 4    | Wilfried Wiedner | Franz Zehetner   | Audi Quattro A2             | B      | 18 min        | + 12 min |
| 5    | Alain Ambrosino  | Daniel Le Saux   | Nissan 240RS                | B      | 20 min        | + 14 min |
| 6    | Robin Ulyate     | Ian Street       | Toyota Celica Twincam Turbo | B      | 25 min        | + 19 min |
| 7    | Rudolf Stohl     | David Whittock   | Audi 80 Quattro             | A      | 26 min        | + 20 min |
| 8    | Samir Assef      | Christian Boy    | Opel Manta 400              | B      | 28 min        | + 22 min |
| 9    | Bernard Decome   | Christian Guevel | Toyota Corolla GT           | A      | 49 min        | + 43 min |
| 10   | Patrick Tauziac  | Claude Papin     | Mitsubishi Starion Turbo    | A      | 55 min        | + 49 min |

#### Abidjan - Dimbokro
Tandis que Torph et Waldegård se disputent le commandement, Weber perd régulièrement du terrain sur ses coéquipiers et se fait rejoindre par Wiedner. Peu avant Dimbokro, Patrick Tauziac, principal adversaire de Stohl en groupe A, sort de la route, endommage fortement sa Mitsubishi et doit abandonner. Cinquième, Ambrosino reste le mieux placé des pilotes locaux, mais il est désormais talonné par l'Opel de Samir Assef. Il ne reste plus que vingt-neuf voitures en course.
| Pos. | Pilote           | Copilote             | Voiture                     | Groupe | Pénalisations | Écart        |
| ---- | ---------------- | -------------------- | --------------------------- | ------ | ------------- | ------------ |
| 1    | Lars-Erik Torph  | Bo Thorszelius       | Toyota Celica Twincam Turbo | B      | 20 min        |              |
| 2    | Björn Waldegård  | Fred Gallagher       | Toyota Celica Twincam Turbo | B      | 21 min        | + 1 min      |
| 3    | Wilfried Wiedner | Franz Zehetner       | Audi Quattro A2             | B      | 39 min        | + 19 min     |
| 3=   | Erwin Weber      | Gunter Wanger        | Toyota Celica Twincam Turbo | B      | 39 min        | + 19 min     |
| 5    | Alain Ambrosino  | Daniel Le Saux       | Nissan 240RS                | B      | 52 min        | + 32 min     |
| 6    | Samir Assef      | Christian Boy        | Opel Manta 400              | B      | 1 h 00 min    | + 40 min     |
| 7    | Robin Ulyate     | Ian Street           | Toyota Celica Twincam Turbo | B      | 1 h 03 min    | + 43 min     |
| 8    | Rudolf Stohl     | David Whittock       | Audi 80 Quattro             | A      | 1 h 06 min    | + 46 min     |
| 9    | Eugène Salim     | Clément Konan        | Opel Manta GT/E             | A      | 2 h 23 min    | + 2 h 03 min |
| 10   | Patrick Copetti  | Jean-Michel Dionneau | Toyota Corolla GT           | A      | 2 h 33 min    | + 2 h 13 min |

#### Dimbokro  - Yamoussoukro
Alors que, toujours en pleine bagarre, Torph et Waldegård rallient Yamoussoukro à égalité, Weber hypothèque ses chances de victoire en heurtant une pierre, endommageant son train avant ; accusant désormais plus d'une demi-heure de retard sur ses coéquipiers, il rétrograde à la quatrième place, derrière Wiedner et juste devant Ambrosino. Assef a volontairement pointé en avance au dernier contrôle horaire pour bénéficier le lendemain d'une meilleure position sur la piste ; la pénalité encourue le fait cependant chuter en huitième position, derrière Ulyate et Stohl. Les autres équipages sont très loin, accusant plus de trois heures de pénalisations routières. Il ne reste plus que vingt-cinq voitures en course.
| Pos. | Pilote           | Copilote             | Voiture                     | Groupe | Pénalisations | Écart        |
| ---- | ---------------- | -------------------- | --------------------------- | ------ | ------------- | ------------ |
| 1    | Lars-Erik Torph  | Bo Thorszelius       | Toyota Celica Twincam Turbo | B      | 24 min        |              |
| 1=   | Björn Waldegård  | Fred Gallagher       | Toyota Celica Twincam Turbo | B      | 24 min        | + 0 min      |
| 3    | Wilfried Wiedner | Franz Zehetner       | Audi Quattro A2             | B      | 43 min        | + 19 min     |
| 4    | Erwin Weber      | Gunter Wanger        | Toyota Celica Twincam Turbo | B      | 57 min        | + 33 min     |
| 5    | Alain Ambrosino  | Daniel Le Saux       | Nissan 240RS                | B      | 1 h 01 min    | + 37 min     |
| 6    | Robin Ulyate     | Ian Street           | Toyota Celica Twincam Turbo | B      | 1 h 09 min    | + 45 min     |
| 7    | Rudolf Stohl     | David Whittock       | Audi 80 Quattro             | A      | 1 h 13 min    | + 49 min     |
| 8    | Samir Assef      | Christian Boy        | Opel Manta 400              | B      | 1 h 19 min    | + 55 min     |
| 9    | Eugène Salim     | Clément Konan        | Opel Manta GT/E             | A      | 3 h 24 min    | + 3 h 00 min |
| 10   | Adolphe Choteau  | Jean-Pierre Claverie | Audi Quattro A1             | B      | 4 h 28 min    | + 4 h 04 min |

### Deuxième étape

#### Yamoussoukro - Abidjan
Les équipages rescapés repartent de Yamoussoukro le vendredi matin. La pluie tombée durant la nuit a rendu les pistes boueuses. Waldegård profite des conditions difficiles pour attaquer et distancer de quelques minutes son coéquipier Torph, qu'il conserve jusqu'à la halte d'Abidjan. Wiedner effectue un parcours sans faute et se maintient à la troisième place devant Weber, Ambrosino et Ulyate. Assef est repassé devant Stohl pour le gain de la septième place. Huit nouveaux abandons ont été enregistrés.
| Pos. | Pilote           | Copilote             | Voiture                     | Groupe | Pénalisations | Écart        |
| ---- | ---------------- | -------------------- | --------------------------- | ------ | ------------- | ------------ |
| 1    | Björn Waldegård  | Fred Gallagher       | Toyota Celica Twincam Turbo | B      | 31 min        |              |
| 2    | Lars-Erik Torph  | Bo Thorszelius       | Toyota Celica Twincam Turbo | B      | 34 min        | + 3 min      |
| 3    | Wilfried Wiedner | Franz Zehetner       | Audi Quattro A2             | B      | 57 min        | + 28 min     |
| 4    | Erwin Weber      | Gunter Wanger        | Toyota Celica Twincam Turbo | B      | 1 h 10 min    | + 39 min     |
| 5    | Alain Ambrosino  | Daniel Le Saux       | Nissan 240RS                | B      | 1 h 23 min    | + 52 min     |
| 6    | Robin Ulyate     | Ian Street           | Toyota Celica Twincam Turbo | B      | 1 h 31 min    | + 1 h 00 min |
| 7    | Samir Assef      | Christian Boy        | Opel Manta 400              | B      | 1 h 39 min    | + 1 h 08 min |
| 8    | Rudolf Stohl     | David Whittock       | Audi 80 Quattro             | A      | 1 h 42 min    | + 1 h 11 min |
| 9    | Patrick Copetti  | Jean-Michel Dionneau | Toyota Corolla GT           | A      | 5 h 50 min    | + 5 h 19 min |
| 10   | Eugène Salim     | Clément Konan        | Opel Manta GT/E             | A      | 5 h 58 min    | + 5 h 27 min |

#### Abidjan - San-Pédro
Alors que Waldegård accentue légèrement son avance sur Torph, des problèmes électriques ralentissent Wiedner, permettant à Weber de lui reprendre la troisième place et de se voir menacé par Ambrosino, qui ne compte plus que deux minutes de retard sur l'Autrichien. Derrière eux, Ulyate et Assef se battent pour la sixième place, le pilote libanais ayant rattrapé son retard sur la quatrième Toyota. Huitième, Stohl domine toujours le groupe A. Il ne reste plus qu'onze équipages en course. 

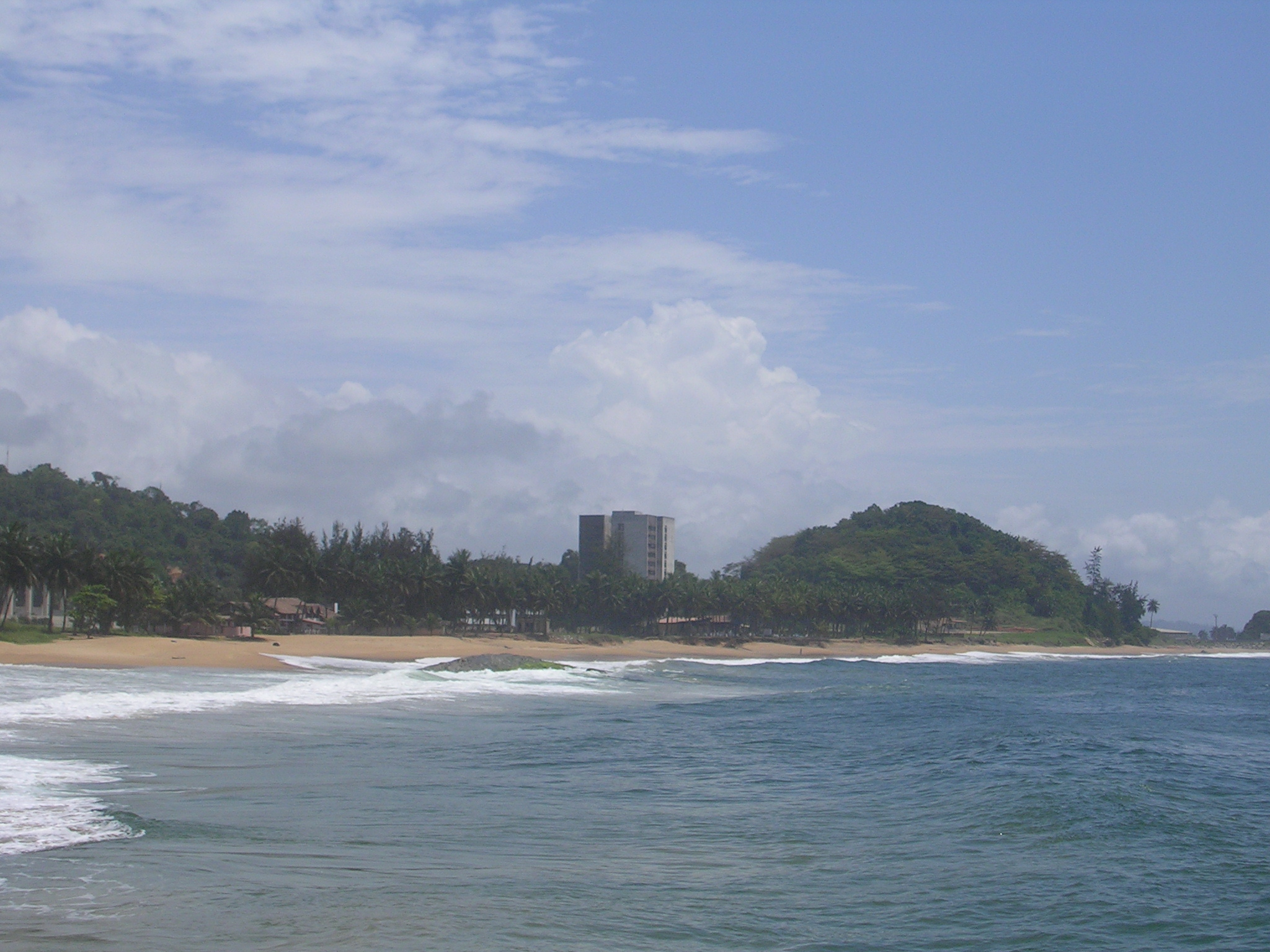
San Pédro, en bordure du golfe de Guinée, sur le parcours de la deuxième étape.

| Pos. | Pilote           | Copilote             | Voiture                     | Groupe | Pénalisations | Écart        |
| ---- | ---------------- | -------------------- | --------------------------- | ------ | ------------- | ------------ |
| 1    | Björn Waldegård  | Fred Gallagher       | Toyota Celica Twincam Turbo | B      | 50 min        |              |
| 2    | Lars-Erik Torph  | Bo Thorszelius       | Toyota Celica Twincam Turbo | B      | 56 min        | + 6 min      |
| 3    | Erwin Weber      | Gunter Wanger        | Toyota Celica Twincam Turbo | B      | 1 h 41 min    | + 51 min     |
| 4    | Wilfried Wiedner | Franz Zehetner       | Audi Quattro A2             | B      | 1 h 59 min    | + 1 h 09 min |
| 5    | Alain Ambrosino  | Daniel Le Saux       | Nissan 240RS                | B      | 2 h 01 min    | + 1 h 11 min |
| 6    | Robin Ulyate     | Ian Street           | Toyota Celica Twincam Turbo | B      | 2 h 13 min    | + 1 h 23 min |
| 6=   | Samir Assef      | Christian Boy        | Opel Manta 400              | B      | 2 h 13 min    | + 1 h 23 min |
| 8    | Rudolf Stohl     | David Whittock       | Audi 80 Quattro             | A      | 3 h 28 min    | + 2 h 38 min |
| 9    | Patrick Copetti  | Jean-Michel Dionneau | Toyota Corolla GT           | A      | 8 h 09 min    | + 7 h 19 min |
| 10   | Martial Yacé     | Jean-Paul Yacé       | Mitsubishi Lancer Turbo     | B      | 9 h 24 min    | + 8 h 34 min |

#### San-Pédro - Gagnoa
Les rescapés repartent de San Pédro au début de la nuit. L'écart entre les deux premiers restent stable, tandis que Weber assure désormais sa troisième place. Privé d'éclairage, Wiedner continue à perdre du terrain et se fait dépasser par Ambrosino puis par Assef. Ambrosino ne conserve cependant pas longtemps sa quatrième place, la casse de sa boîte de vitesses lui coûtant plus d'une heure et le faisant rétrograder en huitième position, derrière l'Audi de Stohl. Un moment quatrième. Assef se fait ensuite dépasser par Ulyate, puis, peu avant Gagnoa, par Wiedner qui a pu hausser la cadence dès le lever du jour.

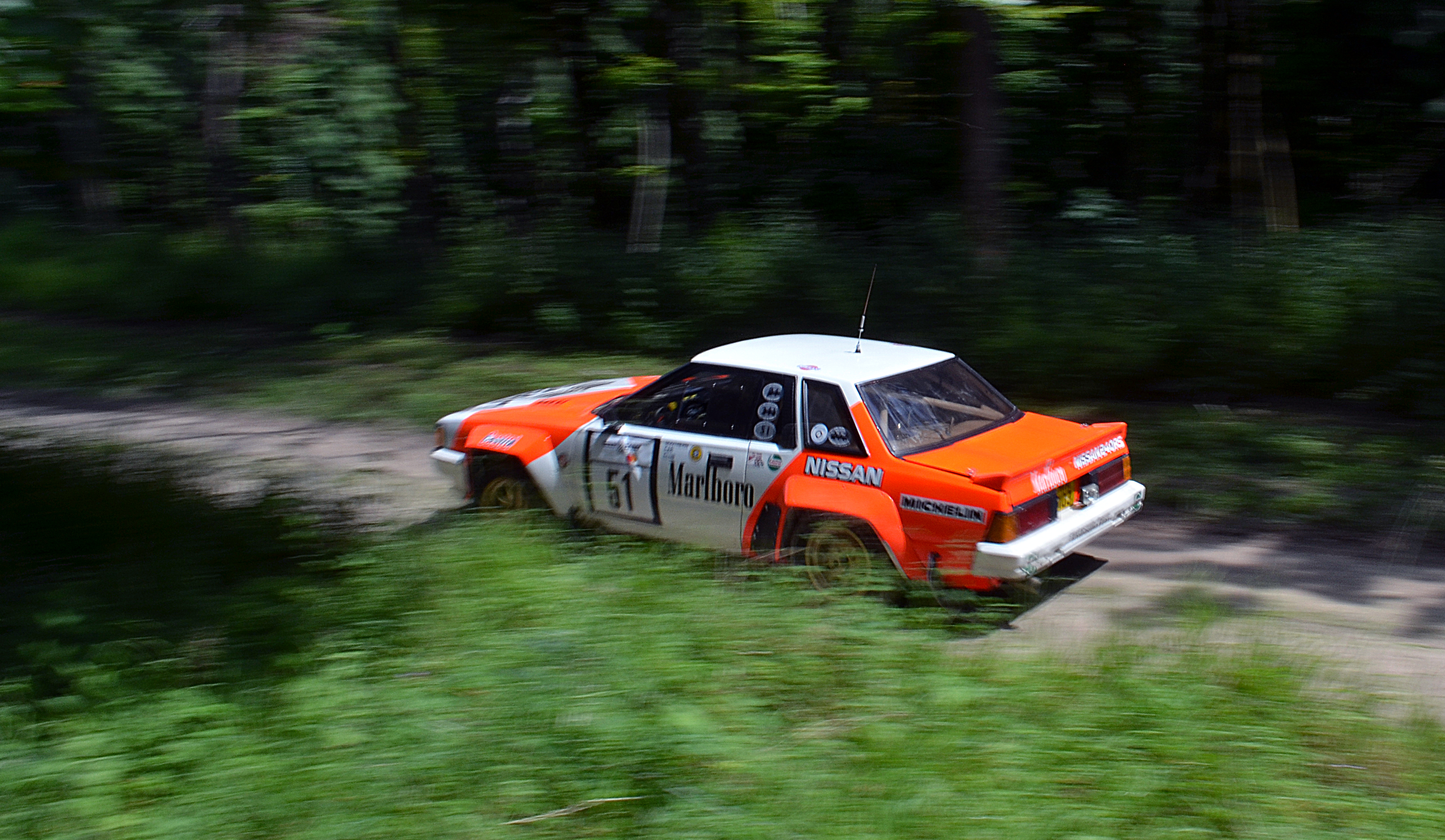
Une Nissan 240 RS semblable à celle d'Alain Ambrosino. Une boîte de vitesses cassée a privé le pilote franco-ivoirien d'une probable quatrième place.

| Pos. | Pilote           | Copilote             | Voiture                     | Groupe | Pénalisations | Écart         |
| ---- | ---------------- | -------------------- | --------------------------- | ------ | ------------- | ------------- |
| 1    | Björn Waldegård  | Fred Gallagher       | Toyota Celica Twincam Turbo | B      | 1 h 27 min    |               |
| 2    | Lars-Erik Torph  | Bo Thorszelius       | Toyota Celica Twincam Turbo | B      | 1 h 33 min    | + 6 min       |
| 3    | Erwin Weber      | Gunter Wanger        | Toyota Celica Twincam Turbo | B      | 2 h 27 min    | + 1 h 00 min  |
| 4    | Robin Ulyate     | Ian Street           | Toyota Celica Twincam Turbo | B      | 2 h 49 min    | + 1 h 22 min  |
| 5    | Wilfried Wiedner | Franz Zehetner       | Audi Quattro A2             | B      | 3 h 06 min    | + 1 h 39 min  |
| 6    | Samir Assef      | Christian Boy        | Opel Manta 400              | B      | 3 h 11 min    | + 1 h 44 min  |
| 7    | Rudolf Stohl     | David Whittock       | Audi 80 Quattro             | A      | 4 h 51 min    | + 3 h 24 min  |
| 8    | Alain Ambrosino  | Daniel Le Saux       | Nissan 240RS                | B      | 5 h 26 min    | + 3 h 59 min  |
| 9    | Patrick Copetti  | Jean-Michel Dionneau | Toyota Corolla GT           | A      | 10 h 26 min   | + 8 h 59 min  |
| 10   | Martial Yacé     | Jean-Paul Yacé       | Mitsubishi Lancer Turbo     | B      | 13 h 07 min   | + 11 h 40 min |

#### Gagnoa - Yamoussoukro
Le retour vers la capitale, le samedi matin, ne pose pas de difficulté particulière et Waldegård achève le rallye sans encombre, signant sa troisième victoire en Côte d'Ivoire. C'est un triomphe pour l'équipe Toyota, Torph, Weber et Ulyate  terminant aux deuxième, troisième et quatrième places. De nouveau handicapé par ses problèmes électriques, Wiedner a été contraint de laisser passer Assef, finalement cinquième et premier des pilotes privés. Stohl finit septième après avoir dominé le groupe A de bout en bout. Malchanceux en fin de parcours, Ambrosino n'occupe que le huitième rang.

### Classement général
| Pos | No | Pilote           | Copilote             | Voiture                     | Pénalisations | Écart         | Groupe |
| --- | -- | ---------------- | -------------------- | --------------------------- | ------------- | ------------- | ------ |
| 1   | 3  | Björn Waldegård  | Fred Gallagher       | Toyota Celica Twincam Turbo | 1 h 29 min    |               | B      |
| 2   | 1  | Lars-Erik Torph  | Bo Thorszelius       | Toyota Celica Twincam Turbo | 1 h 37 min    | + 8 min       | B      |
| 3   | 5  | Erwin Weber      | Gunter Wanger        | Toyota Celica Twincam Turbo | 2 h 27 min    | + 58 min      | B      |
| 4   | 18 | Robin Ulyate     | Ian Street           | Toyota Celica Twincam Turbo | 3 h 05 min    | + 1 h 36 min  | B      |
| 5   | 9  | Samir Assef      | Christian Boy        | Opel Manta 400              | 3 h 25 min    | + 1 h 56 min  | B      |
| 6   | 2  | Wilfried Wiedner | Franz Zehetner       | Audi Quattro A2             | 3 h 30 min    | + 2 h 01 min  | B      |
| 7   | 12 | Rudolf Stohl     | David Whittock       | Audi 80 Quattro             | 5 h 20 min    | + 3 h 51 min  | A      |
| 8   | 4  | Alain Ambrosino  | Daniel Le Saux       | Nissan 240RS                | 5 h 31 min    | + 4 h 02 min  | B      |
| 9   | 29 | Patrick Copetti  | Jean-Michel Dionneau | Toyota Corolla GT           | 10 h 39 min   | + 9 h 10 min  | A      |
| 10  | 16 | Martial Yacé     | Jean-Paul Yacé       | Mitsubishi Lancer Turbo     | 14 h 28 min   | + 12 h 59 min | B      |

### Équipages de tête
- jusqu'au C.H. n°3, la plupart des équipages de pointe à égalité, sans pénalité routière
- Lars-Erik Torph -  Bo Thorszelius (Toyota Celica Twincam Turbo) : du C.H. n°4 au C.H. n°9
- Lars-Erik Torph -  Bo Thorszelius (Toyota Celica Twincam Turbo) &  Björn Waldegård -  Fred Gallagher (Toyota Celica Twincam Turbo) : C.H. n°10
- Lars-Erik Torph -  Bo Thorszelius (Toyota Celica Twincam Turbo) : du C.H. n°11 au C.H. n°30
- Lars-Erik Torph -  Bo Thorszelius (Toyota Celica Twincam Turbo) &  Björn Waldegård -  Fred Gallagher (Toyota Celica Twincam Turbo) : du C.H. n°31 au C.H. n°37
- Lars-Erik Torph -  Bo Thorszelius (Toyota Celica Twincam Turbo) : du C.H. n°38 au C.H. n°39
- Björn Waldegård -  Fred Gallagher (Toyota Celica Twincam Turbo) : du C.H. n°40 au C.H. n°77

## Résultats des principaux engagés
| No | Pilote            | Copilote             | Voiture                     | Groupe | Classement général                 | Class. groupe |
| -- | ----------------- | -------------------- | --------------------------- | ------ | ---------------------------------- | ------------- |
| 1  | Lars-Erik Torph   | Bo Thorszelius       | Toyota Celica Twincam Turbo | B      | 2e à 8 min                         | 2e            |
| 2  | Wilfried Wiedner  | Franz Zehetner       | Audi Quattro A2             | B      | 6e à 2 h 01 min                    | 6e            |
| 3  | Björn Waldegård   | Fred Gallagher       | Toyota Celica Twincam Turbo | B      | 1er                                | 1er           |
| 4  | Alain Ambrosino   | Daniel Le Saux       | Nissan 240RS                | B      | 8e à 4 h 02 min                    | 7e            |
| 5  | Erwin Weber       | Gunter Wanger        | Toyota Celica Twincam Turbo | B      | 3e à 58 min                        | 3e            |
| 6  | Alessandro Molino | Roberto Dotti        | Subaru Leone 4WD            | A      | ab. dans la 1re étape              | -             |
| 7  | Eugène Salim      | Clément Konan        | Opel Manta GT/E             | A      | ab. dans la 2e étape (suspension)  | -             |
| 8  | Adolphe Choteau   | Jean-Pierre Claverie | Audi Quattro A1             | B      | ab. dans la 2e étape (alternateur) | -             |
| 9  | Samir Assef       | Christian Boy        | Opel Manta 400              | B      | 5e à 1 h 56 min                    | 5e            |
| 11 | Patrick Tauziac   | Claude Papin         | Mitsubishi Starion Turbo    | A      | ab. dans la 1re étape (suspension) | -             |
| 12 | Rudolf Stohl      | David Whittock       | Audi 80 Quattro             | A      | 7e à 3 h 51 min                    | 1er           |
| 16 | Martial Yacé      | Jean-Paul Yacé       | Mitsubishi Lancer Turbo     | B      | 10e à 12 h 59 min                  | 8e            |
| 18 | Robin Ulyate      | Ian Street           | Toyota Celica Twincam Turbo | B      | 4e à 1 h 36 min                    | 4e            |
| 26 | Kady Angelberg    | Soumahoro Maffal     | Toyota Corolla GT           | A      | 11e à 15 h 57 min                  | 3e            |
| 29 | Patrick Copetti   | Jean-Michel Dionneau | Toyota Corolla GT           | A      | 9e à 9 h 10 min                    | 2e            |
| 32 | Bernard Decome    | Christian Guevel     | Toyota Corolla GT           | A      | ab. dans la 1re étape              | -             |

## Classement du championnat des conducteurs à l'issue de la course
- Attribution des points : 20, 15, 12, 10, 8, 6, 4, 3, 2, 1 respectivement aux dix premiers de chaque épreuve.
- Seuls les sept meilleurs résultats (sur treize épreuves) sont retenus pour le décompte final des points.

| Pos. | Pilote             | Marque         | Points | M-C | SUE | POR | SAF | COR | ACR | NZ  | ARG | FIN | CIV | SAN | RAC | USA |
| ---- | ------------------ | -------------- | ------ | --- | --- | --- | --- | --- | --- | --- | --- | --- | --- | --- | --- | --- |
| 1    | Juha Kankkunen     | Peugeot        | 91     | 8   | 20  | -   | 8   | -   | 20  | 20  | -   | 15  | -   |     |     |     |
| 2    | Markku Alén        | Lancia         | 69     | -   | 15  | -   | 12  | -   | -   | 15  | 15  | 12  | -   |     |     |     |
| 3    | Massimo Biasion    | Lancia         | 47     | -   | -   | -   | -   | -   | 15  | 12  | 20  | -   | -   |     |     |     |
| 4    | Timo Salonen       | Peugeot        | 43     | 15  | -   | -   | -   | -   | -   | 8   | -   | 20  | -   |     |     |     |
| 5    | Björn Waldegård    | Toyota         | 40     | -   | -   | -   | 20  | -   | -   | -   | -   | -   | 20  |     |     |     |
| 6    | Bruno Saby         | Peugeot        | 38     | 6   | -   | -   | -   | 20  | 12  | -   | -   | -   | -   |     |     |     |
| 7    | Lars-Erik Torph    | Toyota         | 30     | -   | -   | -   | 15  | -   | -   | -   | -   | -   | 15  |     |     |     |
| 8    | Mikael Ericsson    | Audi & Lancia¹ | 28     | -   | 10  | -   | -   | -   | -   | 10¹ | -   | 8¹  | -   |     |     |     |
| 9    | Kenneth Eriksson   | Volkswagen     | 25     | 2   | 4   | -   | -   | 3   | 4   | 4   | 8   | -   | -   |     |     |     |
| 10   | Stig Blomqvist     | Peugeot        | 22     | -   | -   | -   | -   | -   | -   | -   | 12  | 10  |     |     |     |     |
| 10=  | Erwin Weber        | Toyota         | 22     | -   | -   | -   | 10  | -   | -   | -   | -   | -   | 12  |     |     |     |
| 12   | Henri Toivonen     | Lancia         | 20     | 20  | -   | -   | -   | -   | -   | -   | -   | -   | -   |     |     |     |
| 12=  | Joaquim Moutinho   | Renault        | 20     | -   | -   | 20  | -   | -   | -   | -   | -   | -   | -   |     |     |     |
| 14   | Kalle Grundel      | Ford & Lancia¹ | 18     | -   | 12  | -   | -   | -   | -   | -   | -   | 6¹  | -   |     |     |     |
| 15   | Rudolf Stohl       | Audi           | 16     | -   | -   | -   | -   | -   | 6   | -   | 6   | -   | 4   |     |     |     |
| 16   | Carlos Bica        | Lancia         | 15     | -   | -   | 15  | -   | -   | -   | -   | -   | -   | -   |     |     |     |
| 16=  | François Chatriot  | Renault        | 15     | -   | -   | -   | -   | 15  | -   | -   | -   | -   | -   |     |     |     |
| 18   | Hannu Mikkola      | Audi           | 12     | 12  | -   | -   | -   | -   | -   | -   | -   | -   | -   |     |     |     |
| 18=  | Giovanni del Zoppo | Fiat           | 12     | -   | -   | 12  | -   | -   | -   | -   | -   | -   | -   |     |     |     |
| 18=  | Yves Loubet        | Alfa Romeo     | 12     | -   | -   | -   | -   | 12  | -   | -   | -   | -   | -   |     |     |     |
| 21   | Walter Röhrl       | Audi           | 10     | 10  | -   | -   | -   | -   | -   | -   | -   | -   | -   |     |     |     |
| 21=  | Jorge Ortigão      | Toyota         | 10     | -   | -   | 10  | -   | -   | -   | -   | -   | -   | -   |     |     |     |
| 21=  | Jean Ragnotti      | Renault        | 10     | -   | -   | -   | -   | 10  | -   | -   | -   | -   | -   |     |     |     |
| 21=  | Saeed Al-Hajri     | Porsche        | 10     | -   | -   | -   | -   | -   | 10  | -   | -   | -   | -   |     |     |     |
| 21=  | Jorge Recalde      | Lancia         | 10     | -   | -   | -   | -   | -   | -   | -   | 10  | -   | -   |     |     |     |
| 21=  | Robin Ulyate       | Toyota         | 10     | -   | -   | -   | -   | -   | -   | -   | -   | -   | 10  |     |     |     |